# (2108) Otto Schmidt
(2108) Otto Schmidt – planetoida z pasa głównego asteroid okrążająca Słońce w ciągu 3 lat i 294 dni w średniej odległości 2,44 au. Została odkryta 4 października 1948 roku w Obserwatorium Simejiz na górze Koszka na Półwyspie Krymskim przez Piełagieję Szajn. Nazwa planetoidy pochodzi od Otto Schmidta (1891-1956), wybitnego radzieckiego naukowca. Przed nadaniem nazwy planetoida nosiła oznaczenie tymczasowe (2108) 1948 TR1.